# Лукьянов, Александр Викторович
Алекса́ндр Ви́кторович Лукья́нов (род. 19 августа 1949, Москва) — советский и российский рулевой в академической гребле, олимпийский чемпион 1976 года в четвёрках распашных с рулевым. Заслуженный мастер спорта СССР (1976).
Участвовал в пяти Олимпиадах на протяжении 24 лет (1976, 1980, 1988, 1996, 2000), оставшись без наград только на последней. До 2016 года являлся самым возрастным участником Олимпийских игр в истории российского спорта (на Олимпийских играх 2000 года ему был 51 год и 31 день). В 2016 и 2020 годах этот рекорд превысила Инесса Меркулова. Лукьянов остаётся самым возрастным призёром Олимпийских игр от России: ему было 46 лет и 344 дня 28 июля 1996 года, когда он завоевал бронзу на Играх в Атланте.
Рост — 160 см, вес — 55 кг. Лукьянов выступал в качестве рулевого на распашных лодках.

## Награды
- Медаль ордена «За заслуги перед Отечеством» II степени (6 января 1997 года) — за заслуги перед государством и высокие спортивные достижения на XXVI летних Олимпийских играх 1996 года[6]